# ألكسندر شيريفكو
ألكسندر شيريفكو (الروسية: Черевко, Александр Петрович) (28 نوفمبر 1987 بخيرسون في أوكرانيا - ) هو لاعب كرة قدم روسي في مركز الوسط. لعب مع توم تومسك ولوكوموتيف موسكو ونادي دينامو سانت بطرسبرغ ‏ وFC Nizhny Novgorod (2007) ‏.

## وصلات خارجية
- ألكسندر شيريفكو على موقع قاعدة بيانات كرة القدم.إي يو (الإنجليزية)
- ألكسندر شيريفكو على موقع Soccerway.com (الإنجليزية)